# Star Wars Jedi: Survivor
Star Wars Jedi: Survivor es un videojuego de acción y aventuras creado por Respawn Entertainment y lanzado por Electronic Arts. Lanzado el 28 de abril de 2023, está disponible en PlayStation 4,PlayStation 5, Windows, Xbox One y Xbox Series X/S como continuación de Star Wars Jedi: Fallen Order (2019).

## Historia
Retomando cinco años después de los eventos de Star Wars Jedi: Fallen Order, la historia de Star Wars Jedi: Survivor se centra en la lucha del Caballero Jedi Cal Kestis (Cameron Monaghan) para mantenerse un paso por delante del Imperio Galáctico y sus incansables esfuerzos para exterminar  los últimos sobrevivientes restantes de la Orden 66. Entre los nuevos adversarios se encuentra un misterioso senador imperial pau'ano, que hace un trato peligroso, y el Gen'Dai Rayvis, que cree que los Jedi deberían extinguirse.

## Jugabilidad

### Combate
Star Wars Jedi: Survivor mantiene muchos de los elementos de juego de su predecesor con nuevos elementos de juego agregados. En el combate con sables de luz, hay cinco posturas "totalmente realizadas" en el juego que Cal Kestis puede usar según el director del juego Stig Asmussen. Las posturas de sable de luz de hoja única y hoja doble regresan de Fallen Order, mientras que el ataque especial de hoja única de doble empuñadura de Fallen Order se expande en su propia postura de sable de luz completamente jugable. La postura de doble empuñadura estaba destinada a ser una postura completamente jugable en Fallen Order, pero Respawn no tuvo tiempo suficiente para terminarla antes del lanzamiento, por lo que se cambió para que fuera un ataque especial. Se agrega una postura de sable de luz de guardia cruzada estilo Kylo Ren nueva y más pesada que requiere más confianza para usar debido a ventanas de tiempo más largas para bloquear y parar los ataques enemigos. Estas diferentes posturas están diseñadas para usarse para combatir tipos específicos de enemigos que, según Asmussen, harán que el jugador "descubra cuál es la mejor arma de su elección". Una nueva habilidad de estasis de la Fuerza, similar a la utilizada por Kylo Ren en El despertar de la Fuerza, permite al jugador congelar a los enemigos y disparar rayos en el aire.

### Juicios de la Cámara Jedi
Dispersos por los planetas hay Juicios de la cámara Jedi para que el jugador descubra, los  cuáles se han comparado con los Santuarios de The Legend of Zelda: Breath of the Wild. Los Juicios  de la cámara Jedi presenta acertijos y desafíos para que el jugador los complete, lo que proporcionará recompensas como puntos de habilidad para que el jugador mejore su árbol de habilidades.

### Personalización
Las opciones de personalización cosmética del jugador se han ampliado considerablemente en Survivor en comparación con las opciones limitadas de ponchos en Fallen Order. Jedi: Survivor le permite al jugador personalizar la apariencia de Cal con cambios completos en sus atuendos. En la vista previa del juego de IGN de febrero de 2023, Cal abre un cofre de botín que contiene una chaqueta bomber de cuero además de los atuendos de Obi-Wan Kenobi, Luke Skywalker y Han Solo que están disponibles al reservar el juego y la edición deluxe del juego. Los peinados y el vello facial de Cal también son artículos cosméticos personalizables.

## Desarrollo
En enero de 2022, se reveló que Jedi: Fallen Order tendría un sucesor. Star Wars Jedi: Survivor es el nombre del juego, que se presentó en mayo de 2022 en Star Wars Celebration junto con el lanzamiento de un video teaser CGI.[20] Respawn Entertainment está creando el juego, cuyo lanzamiento está programado para el 28 de abril de 2023 para PlayStation 5, Windows y Xbox Series X/S.
El trazado de rayos en tiempo real, entre otras características de próxima generación, según Stig Asmussen, permite que Respawn funcione "con una calidad que está muy por encima de cualquier cosa que hayamos desarrollado antes". Survivor se beneficiará de tiempos de carga notablemente más rápidos con un equipo de desarrollo que ya no es necesario para admitir las consolas PlayStation 4 y Xbox One más antiguas en las que se lanzó el primer juego al centrarse únicamente en las consolas de novena generación. Esto se debe a que las consolas Xbox Series X/S y PlayStation 5 tienen unidades de estado sólido (SSD), que permiten tiempos de carga de activos mucho más rápidos que un disco duro.

### Diseño
El diseño de niveles de Jedi: Survivor presenta mapas más grandes y expansivos poblados con más NPC. El diseño de planetas como Koboh también se ha hecho más abierto y expansivo en comparación con Fallen Order. El diseñador principal de niveles, Martin Badowsky, dijo que Respawn quería que Koboh presentara un área central densa con más áreas exteriores abiertas a medida que el jugador explora hacia afuera. Además, las plataformas de aterrizaje de Mantis se han movido a una ubicación más central en los planetas para brindar un acceso más fácil a las diversas regiones del planeta.
El planeta Koboh ha sido descrito como un "hogar lejos del hogar" que el jugador volverá a visitar a lo largo del juego y, con cada visita, se abrirán nuevos caminos. El director de diseño Jeff Magers dijo que "al explorar los mundos, los jugadores harán que Cal sea más propio a través de la personalización" y muchas de las áreas opcionales contienen habilidades, mejoras y ventajas que harán que Cal sea "más poderoso y equipado para enfrentar los desafíos que se avecinan". En comparación, volver a visitar planetas como Bogano en Fallen Order se hizo principalmente para hacer avanzar la trama y no para fomentar la exploración. La exploración se hace más fácil en Survivor con la adición de viajes rápidos en los puntos de meditación donde el jugador puede ser transportado rápidamente a otro punto de meditación en el planeta que ya ha descubierto. Sin embargo, Respawn quería asegurarse de que el uso de viajes rápidos no fuera necesario para atravesar normalmente el entorno o para completar la historia. El viaje rápido fue una característica muy solicitada que se agregó ya que estaba ausente en Fallen Order.